# Bernard Schonberg

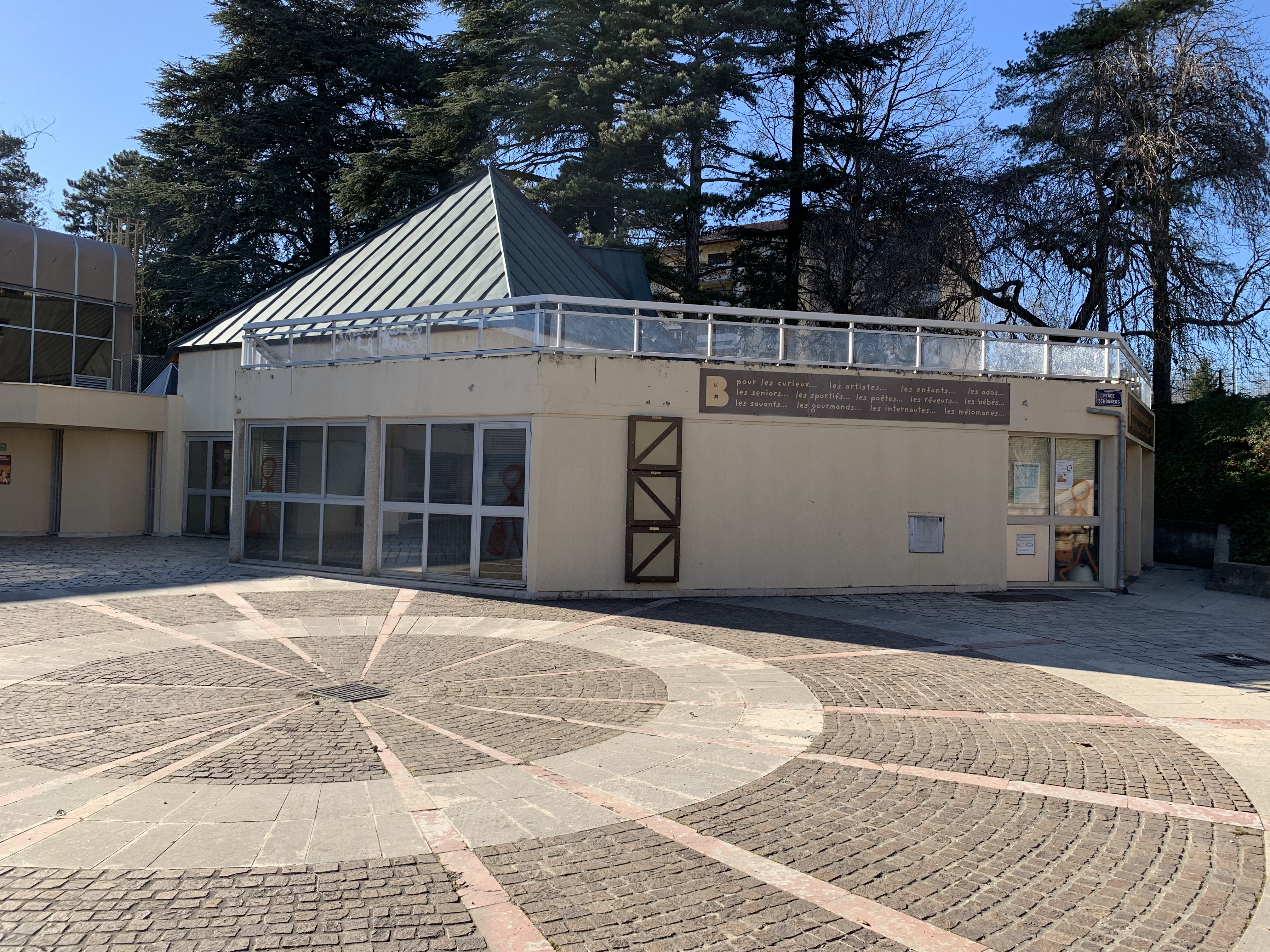
Place Schonberg in Lyon (Frankrijk)

Berle of, met Franse voornaam Bernard, Schonberg (Lichagora in Galicië, 17 juni 1908 – Auschwitz, circa 2 februari 1944) was groot-rabbijn van Lyon (Frankrijk). Hij was weerstander in Lyon en kwam om als dwangarbeider in Auschwitz-Monowitz.

## Levensloop
Schonberg werd geboren in het kroonland Galicië, deel van het Oostenrijks-Hongaarse rijk. Schonberg was een Chassidische Jood. Zijn geboortedorp heette Lichagora en was een van de vele dorpen waar de Joodse minderheid van Galicië gevestigd was. Schonberg startte nog tijdens de Eerste Wereldoorlog zijn schoolopleiding in de Jesjiva (1917). Galicië werd kort nadien deel van de republiek Polen. Omwille van toenemende jodenvervolgingen door Polen vluchtte de familie Schonberg naar de Verenigde Staten.
Nadien keerde de familie terug naar Europa, meer bepaald in Parijs. Schonberg en familie verkregen de Franse nationaliteit. Zijn voornaam Berle werd gewijzigd in Bernard. Schonberg behaalde in Parijs zijn diploma als rabbijn. Hij trok in het leger. Vrij snel werd hij legeraalmoezenier met de rang van kapitein; zijn standplaats was Nantes (1939). In 1940 nam Schonberg deel aan de Achttiendaagse Veldtocht in België. Achteraf keerde hij terug naar een kazerne in Parijs.
In 1942 werd Schonberg groot-rabbijn van Lyon, gelegen in Vichy-Frankrijk. In de streek van Lyon nam hij deel aan het verzet die er zich organiseerde. Schonberg was ondertussen gehuwd. Op 26 mei 1943 arresteerden de Fransen hem in Ambérieu-en-Bugey en stuurden hem naar het interneringskamp Drancy. Drancy lag in het door de Duitsers bezet deel van Frankrijk. Op 20 november 1943 werd hij afgevoerd, met konvooi n° 62, naar Auschwitz. In dat konvooi van 1.200 Joden, onder wie 150 kinderen, bevonden zich onder meer de president van het Centraal Israëlisch Consistorium van Frankrijk, Jacques Helbronner en zijn echtgenote. Ook Madeleine Lévy, weerstander en kleindochter van Alfred Dreyfus, werd afgevoerd. In Auschwitz werkte Schonberg als dwangarbeider. Hij organiseerde er een koortje om Hebreeuwse gebeden te zingen. Hij doceerde ook over de inhoud van deze teksten.
Door het slavenwerk in Auschwitz-Monowitz stierf hij naar verluidt door uitputting, in 1944. Hij was 35 jaar. Zijn pasgeboren dochtertje heeft hij nooit gezien.
Postuum verleende generaal Charles de Gaulle aan Schonberg de Verzetsmedaille. Zijn weduwe, Andrée Schonberg, stierf in 2009.
In Lyon, in het 9e arrondissement, is een plein naar hem genoemd: la place Schonberg.